# Morpheus Dark
Morpheus Dark is een Belgisch bier van hoge gisting.
Het bier wordt gebrouwen in Brouwerij Alvinne te Moen.
Het is een donkerbruin bier met een alcoholpercentage van 10,2%, gebrouwen met 7 moutsoorten.